# Валевале
Валевале — місто і столиця муніципалітету Західна Мампрусі у північно-східному регіоні Гани. Муніципалітет Західна Мампрусі є одним з 261 столичних, муніципальних і районних асамблей (MMDA) в Гані, і входить до складу 6 MMDA в Північно-Східному регіоні. Муніципалітет Західного Мампрусі є одним з 45 нових районів, створених у 1988 році в рамках децентралізації урядом Гани, і пізніше був замінений на LI 2061 у 2012 році з адміністративним центром у місті Валевале.

## Місцезнаходження
Муніципалітет розташований у межах 0°35' Зх.д. та 1°45' Зх.д. і 9°55' Пн.ш. та 10°35' Пн.ш. Загальна площа муніципалітету становить 2 596 кв. км. Його загальна площа становить 2596 квадратних кілометрів. Межує з муніципалітетом Східна Мампрусі та муніципалітетом Гушегу на сході; районом Північна Гонджа, муніципалітетом Савелугу та районом Кумбунгу на півдні; північним районом Буілса, муніципалітетом Кассена-Нанкана та муніципалітетом Болгатанга (Північно-Східний регіон) на півночі та на заході, з районом Мампрусі Моагдурі. Місто розташоване на головній дорозі з Болґатанги до Тамале, на перехресті доріг, що ведуть на захід до Налерігу, столиці новоствореного Північно-Східного регіону.

## Населення
Населення муніципалітету за даними перепису населення та житлового фонду 2021 року становить 175 755 осіб: 85 712 чоловіків та 90 043 жінки. Його заснували мампрусі. Мешканці Валевале розмовляють переважно мовою мампрулі, а також кассим, гуруні, мошіє.

## Релігія
Основною релігією є іслам, але останнім часом з'явилося багато християнських церков. Мечеть побудована в 1961 році на місці більш ранньої глинобитної мечеті, примітна своєю мавританською вежею.

## Економіка
Валевале пишається чотирма провідними банками, а саме: Комерційний банк Гани, Банк сільськогосподарського розвитку, Банк громади Бангмарігу і GN Bank, який наразі не існує. У місті є близько десяти стандартних хостелів і два п'ятизіркові готелі, розташовані вздовж головної дороги, що веде до Болґатанги, столиці Верхньо-Східного регіону.
У Валевале є дві радіостанції, Eagle FM і Wale FM, що працюють на частотах 94,1 (МГц), 106,9 (МГц) відповідно, які ведуть мовлення англійською та місцевою мовою — мампрулі. Вони також ведуть радіопередачі мовою фрафра та іншими місцевими мовами. Місто також є одним з муніципалітетів, які отримали вигоду від штучних полів, створених Міністерством Зонго. Це робить громаду придатною для проведення будь-якого турніру в новоствореному Північно-Східному регіоні.

## Медицина
Валевале має муніципальну лікарню на понад 100 ліжок, яку укомплектовано трьома машинами швидкої допомоги. Крім муніципальної лікарні, у місті є ще два медичні заклади. Це клініка Богородиці Росіо та медичний центр Мандели. Місто також є центральним пунктом для дронів Zipline, що використовуються в медичних цілях. Медичний центр безпілотників Zipline наразі є оперативним центром безпілотників в Гані і призначений для обслуговування всіх п'яти північних регіонів.